# کلود برژ
کلود برژ (به فرانسوی: Claude Berge) (زاده ۵ ژوئن ۱۹۲۶ - فوت ۳۰ ژوئن ۲۰۰۲) ریاضی‌دان فرانسوی بود که در زمینه ترکیبیات و نظریه گراف تحقیق می‌کرد.

## زندگی
کلود برژ فرزند آندره برژ و پسر نوه فلیکس فوره بود.
آغاز حرفه ریاضی او با آنالیز ترکیبیاتی بود. اثر او در سال ۱۹۵۸ در زمینه نظریه گراف او را مشهور کرد. او در سال ۱۹۹۵ مدال اویلر را به خاطر مشارکت‌هایش در زمینه ترکیبیات دریافت کرد.
برژ از تأسیس‌کنندگان گروه ادبیات فرانسوی اولیپو به همراه نویسندگان و ریاضی‌دان‌های دیگر بود، تا شکل‌های جدیدی از ادبیات را به وجود بیاورند. در این انجمن، او یک معمای قتل بر اساس یک قضیه ریاضی نوشت. اسم این نوشته «چه کسی دوک دنسمور را کشت؟» (Who killed the Duke of Densmore?) بود.
برژ در سال ۱۹۸۹ مدال طلای یورو اکس را از انجمن تحقیق در عملیات اروپا دریافت کرد.

## نتایج ریاضی

### حدس گراف ایده‌آل
یک گراف ایده‌آل (Perfect) است اگر در تمام زیرگراف‌های القاشده آن اندازه بزرگ‌ترین گروهک آن برابر با عدد رنگی آن باشد. در سال ۱۹۶۰ برژ دو حدس دربارهٔ گراف‌های ایده‌آل ارائه کرد که یکی قوی‌تر از دیگری بود.
حدس گراف ایده‌آل ضعیف که بیان می‌کند یک گراف ایده‌آل است اگر و تنها اگر مکمل آن ایده‌آل باشد، در سال ۱۹۷۲ توسط لاسلو لوواس اثبات شد.
حدس گراف ایده‌آل قوی بیان می‌کند یک گراف ایده‌آل است اگر و تنها اگر هیچ گودال (دوری که زیرگراف القاء شده باشد) به طول فردی، یا مکمل هیچ گودال به طول فردی زیرگراف آن نباشد. این حدس در سال ۲۰۰۲ توسط ماریا چادناوسکی، نیل رابرتسون، پال سیمور، و رابین توماس اثبات شد.

### لم برژ
لم برژ که توسط برژ در سال ۱۹۵۷ اثبات شد، بیان می‌کند که تطابق {\displaystyle M} در گراف {\displaystyle G} بیشینه است اگر و تنها اگر هیچ مسیر افزایشی نداشته باشد (مسیری که ابتدا و انتهای آن رأس‌های آزاد (تطبیق نیافته) باشد و یال‌های آن یکی‌درمیان عضو تطابق باشند و نباشند).

## تالیفات

### کتاب‌ها
- (۱۹۵۷) نظریه بازی‌ها
- (۱۹۵۸) نظریه گراف‌ها و کاربرد آن (Théorie des Graphes et ses Applications)
- (۱۹۵۹) فضاهای توپولوژی
- (۱۹۶۸) مبانی ترکیبیات
- (۱۹۷۰) گراف‌ها و فراگراف‌ها

### مقالات
- (۱۹۵۷) دو قضیه در نظریه گراف
- (۱۹۷۵) تعمیم قضیه گیلمور